# Cao Miao jezik
Cao Miao jezik (ISO 639-3: cov), tai-kadai jezik, uže skupine kam-tai, podskupina kam-sui kojim govori 63 600 ljudi (2000) na jugoistoku kineske provincije Guizhou i jugozapadu Hunana.
Etnički se klasificiraju u Mjao. U upotrebi je i mandarinski [cmn].

## Vanjske poveznice
- Ethnologue (14th)
- Ethnologue (15th)